# Duriavenator
Duriavenator ("lovec z Dorsetu") byl rod teropodního dinosaura, žijícího asi před 170 miliony let (stupeň bajok) na území dnešní Velké Británie. Duriavenator byl popsán paleontologem Rogerem Bensonem v roce 2008 jako nové rodové jméno pro druh Megalosaurus hesperis. Náleží mezi nejstarší zástupce skupiny tetanur, ke kterým patří tak známé druhy, jako např. Allosaurus fragilis, Tyrannosaurus rex, Spinosaurus aegyptiacus nebo Velociraptor mongoliensis. Dříve byl tento dravý dinosaurus označován pod nepublikovaným názvem "Walkersaurus".

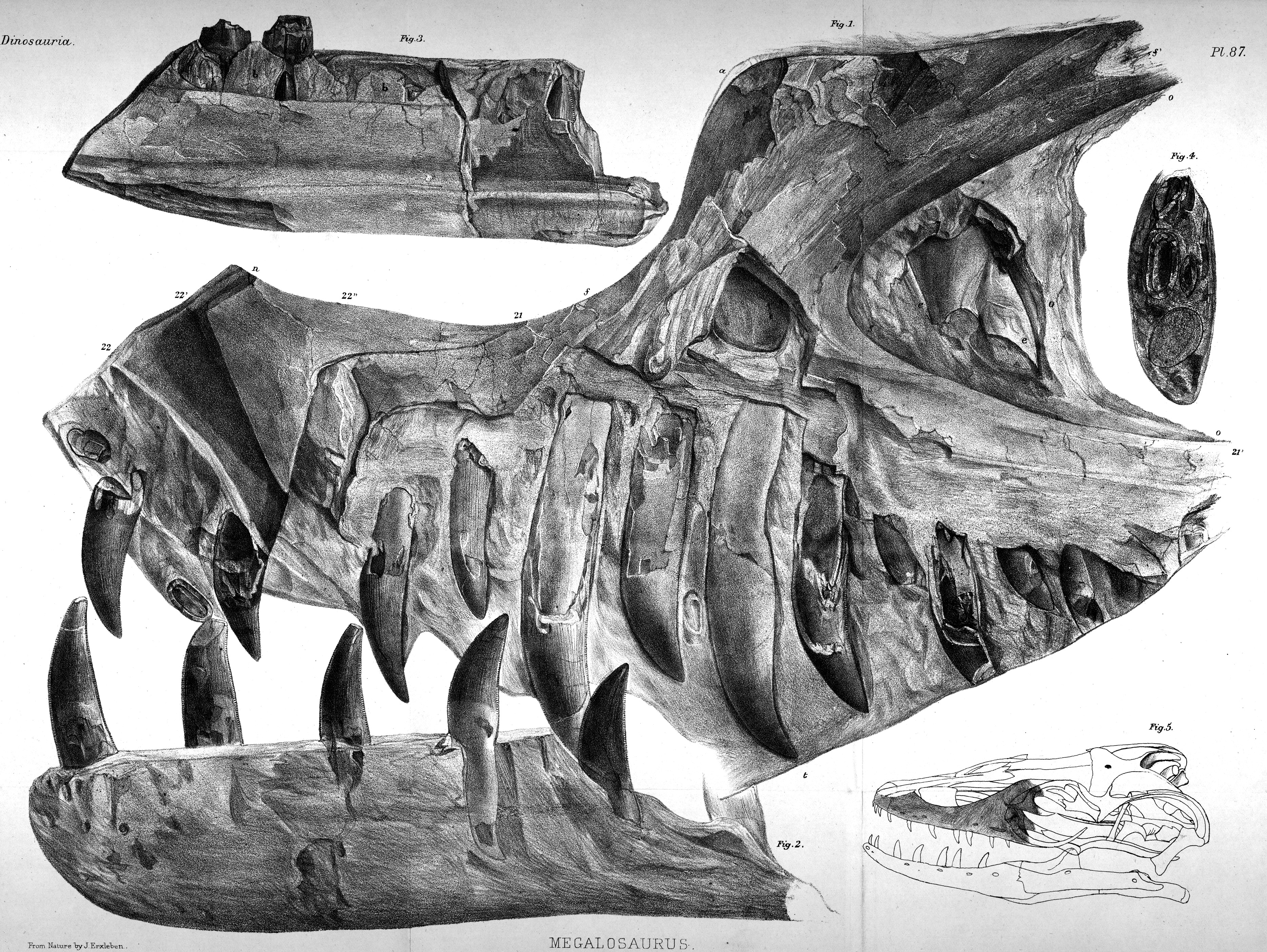
Duriavenator hesperis - fosilie holotypu

## Rozměry
Tento teropod byl podobně velký, jako známější rod Megalosaurus. Dosahoval délky kolem 7 metrů a hmotnosti zhruba 1000 kilogramů. Patřil tedy ke středně velkým až větším teropodním dinosaurům.